# Calea ferată îngustă Arad–Podgoria
Calea ferată îngustă Arad - Podgoria este o fostă cale ferată privată construită în 1906 cu o lungime totală de 58,318 km, care lega orașul Arad de localitățile Ghioroc, Pâncota din zona viticolă de la poalele Munților Zărandului în podgoriile Aradului și Radna pe Valea Mureșului. Între anii 1913 și 1965 a fost singura cale ferată electrificată de pe teritoriul actual al României și în același timp singura cale ferată îngustă electrificată. Locuitorii zonei Aradului cunosc și astăzi trenul electric din Podgorie sub numele de Săgeata Verde.

## Istoric
Ideea de construire a unei linii de cale ferată îngustă către Podgoria Aradului exista încă din 18 august 1896 când a fost organizată ședința de constituire a Societății pe Acțiuni Transporturi Feroviare Arad-Podgoria (SATFAP). Locs Rezső, Sarmezey Akós și Peterffi Antoniu au adunat capitalul social, găsind sprijin financiar la proprietarii viilor din Podgorie. Ulterior acestei constituiri reprezentanții societății au făcut demersurile necesare autorizării construcției căii ferate astfel că la 25 septembrie 1905 Ministerul Comerțului din Ungaria acordă unui grup de oameni de afaceri din Arad și Budapesta concesiunea cu numărul 63611/24 septembrie 1905 și dreptul de a înființa o societate care să construiască și să exploateze timp de 90 de ani o cale ferată cu ecartament metric de interes local între Arad și podgoriile Aradului.
Astfel la 4 octombrie 1905, ia ființă la Arad, "Societatea pe acțiuni a căii ferate motrice de interes local Arad-Podgoria" (maghiară Arad Hegyaljai Motorosított Vasút Részvénytársaság), unde principali acționari erau arădeanul Antoniu Petreffi și doctorul A. Steiner din Budapesta. Președintele ales al acestei societăți era același Locs Rezső care împreună cu Peterffi înființa în 1896 SATFAP. Eforturile de construcție a căii ferate au început imediat, licitația de atribuire a contractului de construire a liniei este câștigată de firma Henning & Hartwick din Berlin. Construcția începe la 11 decembrie 1905, astfel că la 10 noiembrie 1906 are loc prima probă cu o garnitură de ecartament metric, care funcționa pe bază de benzină, cu o zi înainte de sosirea unei comisii de inspecție tehnică a lucrărilor desfășurate la cale. 
Darea în exploatare a liniei a avut loc la 30 noiembrie 1906 pe trei secțiuni de cale în lungime totală de 58,318 km, cu cea mai importantă stație Ghioroc, unde linia se bifurca în cele două direcții: Pâncota și Radna. În Arad, capătul terminus al căii ferate beneficia de o stație situată în actuala Piață Podgoria, la o distanță foarte scurtă de Gara Centrală. Exploatarea liniei pentru transportul de călători se făcea cu unități automotoare cu tracțiune pe benzină și vagoane fabricate la fabrica arădeană de vagoane Weitzer, iar transportul de marfă cu 2 locomotive cu abur (1942, 1943) achiziționate în 1907 și un al doilea set (2841, 2842) în 1911.

## Electrificarea liniei
În 1907 Rudolf Zerkovitz preia funcția de director general al SATFAP și aduce argumente pentru electrificarea liniei. Din cauza randamentului slab al sistemului de tracțiune al liniei se hotărăște electrificarea acesteia în 1910, proces început în primăvara anului 1911, după primirea acordului de electrificare în 16 ianuarie 1911. Procesul de electrificare se va încheia în 1913 când în 4 aprilie, se face inspecția tehnica a lucrărilor de electrificare de către Comisia Superioară a Ministerului Comerțului din Ungaria. Ca urmare a avizării favorabile, linia se deschide 6 zile mai târziu, în data de 10 aprilie 1913. Alimentarea cu curent continuu de 1500V se făcea de la Arad și prin substația Ghioroc. Exploatarea liniei se făcea pe trei secții:
- Secția Arad - Ghioroc - în lungime de 22,3 km
- Secția Ghioroc - Pâncota - în lungime de 22,2 km
- Secția Ghioroc - Radna - în lungime de 13,9 km

Rutele de trafic erau Arad - Ghioroc - Radna; Radna - Ghioroc - Pâncota și Pâncota - Ghioroc - Arad. Transbordarea se făcea facil în stația Ghioroc pentru orice destinație.
Administrarea liniei a fost în grija Societății Anonime a Căilor Ferate Electrice Arad-Podgoria, căreia i-sa recunoscut dreptul de concesiune la 16 martie 1935 (Nr. 15182/16.03.1935), până în anul 1948, când devine patrimoniu al Regionalei CFR Timișoara prin naționalizare. Odată cu preluarea liniei se stabilește un tarif special nemodificat pe durata întregii exploatări a liniei de către CFR. În 1964, odată cu dezvoltarea orașului și a zonificări teritoriului, parcursul liniei a fost oprit la marginea cartierului Micălaca, iar mai târziu la Combinatul Chimic. În perioada târzie a anilor 1970, clădirea gării de la actuala Piață Podgoria a fost demolată. 
În 1982 rețeaua a trecut din patrimoniul CFR în cel al companiei de transport din Arad. Serviciul de transport cu trenul electric se încheie odată cu preluarea liniei de către ITJL Arad, care la 1 ianuarie 1983 introduce tramvaiele urbane în exploatarea liniei. Imediat după preluarea liniei de la CFR, s-a realizat un studiu de reabilitare a liniei care nu a fost dus niciodată la bun sfârșit, datorită costurilor foarte mari.

### Perioada contemporană
Anul 1991 reprezintă punctul final al istoriei căii ferate înguste Arad-Pogoria, odată cu închiderea exploatării segmentelor de cale Ghioroc - Pâncota și Ghioroc - Radna. Serviciile către Pâncota și Radna se înlocuiesc cu autobuze. Astăzi există servicii frecvente până la Ghioroc realizate cu parcul de tramvaie arădean din depoul Ghioroc.

## Parcul rulant

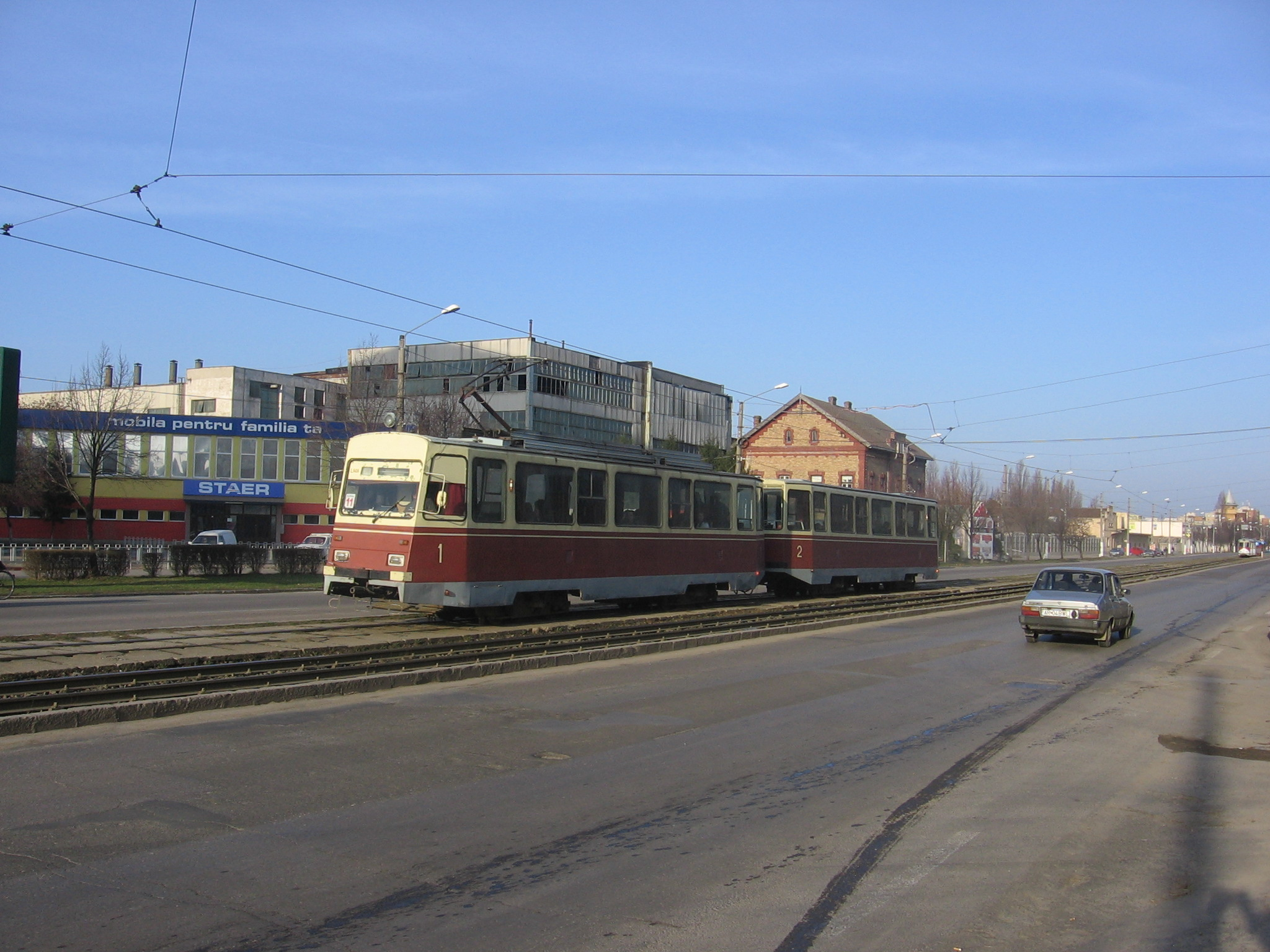
Garnitură Timiș 2 pe Calea Aurel Vlaicu (2006)

Parcul rulant al CFÎAP era constituit dintr-un număr de 15 unități motoare, cu patru motoare de 375V (45 CP), cu patru osii, de clasa a II-a, cu 48/55 de locuri pe scaune fabricate la GANZ Budapesta. Acestea erau numerotate de la 1 la 15, sistem păstrat în perioada de proprietate a CFR-ului când unitățile motoare au fost încadrate în clasa 79 (CFR 79.0001-79.0015). Din 1983 traseul a fost deservit pe rând cu tramvaie TIMIȘ 2 și Tatra T4R, iar astăzi de o varietate de tramvaie achiziționate din Germania.
Serviciile periurbane ale Companiei de Transport Public Arad, care folosesc infrastructura fostei căi ferate înguste sunt:
- Linia 9 - Făt Frumos -> Piața Podgoria -> Renașterii (Calul Bălan) -> Vama Micălaca -> Vladimirescu Moara -> Vladimirescu II
- Linia 10 - Piața Romană -> Piața Podgoria -> Renașterii (Calul Bălan) -> Vama Micălaca -> Vladimirescu -> Combinatul Chimic
- Linia 11 - Făt Frumos -> Piața Podgoria -> Renașterii (Calul Bălan) -> Vama Micălaca -> Vladimirescu -> Mândruloc -> Cicir -> Sâmbăteni -> Ghioroc
- Linia 12 - Piața Romană -> Piața Podgoria -> Renașterii (Calul Bălan) -> Vama Micălaca -> Vladimirescu -> Mândruloc -> Cicir -> Sâmbăteni -> Ghioroc
- Linia 14 - Combinatul Chimic -> Mândruloc -> Cicir -> Sâmbăteni -> Ghioroc

## Resurse externe
- Imagini cu tramvaiele arădene și Săgeata Verde din anii 1973 și 1980
- Scurt istoric al căii ferate Arad – Podgoria publicat în volumul “Povești arădene de succes” de Puskel Péter
- Imagini cu Săgeata Verde
- Fansite dedicat Săgeții Verzi
- Imagini cu Săgeata Verde și orarul curselor
- Video parcurs actual